# 村上郵便局
村上郵便局（むらかみゆうびんきょく）は、新潟県村上市にある郵便局。民営化前の分類では集配普通郵便局であった。

## 概要
住所：〒958-8799 新潟県村上市田端町6-45

## 沿革
- 1872年8月4日（明治5年7月1日） - 村上郵便取扱所として開設[1]。
- 1873年（明治6年） - 村上郵便役所（四等）となる[1]。
- 1875年（明治8年）
  - 1月1日 - 村上郵便局（四等）となる[1]。
  - 11月22日 - 為替取扱を開始[1]。
- 1878年（明治11年） - 貯金取扱を開始[1]。
- 1880年（明治13年） - 三等郵便局となる[1]。
- 1889年（明治22年）6月1日 - 村上郵便電信局となる[2]。
- 1891年（明治24年）4月16日 - 電信為替事務開始[3]。
- 1893年（明治26年）7月1日 - 小包郵便取扱開始[4]。
- 1903年（明治36年）4月1日 - 通信官署官制の施行に伴い村上郵便局となる。
- 1910年（明治43年）
  - 7月28日 - 特設電話加入申請受理開始[5]。
  - 8月1日 - 電話交換業務及び電話通話事務開始[6]。
- 1914年（大正3年）11月1日 - 村上線（現羽越本線）中条-村上間開通に伴い鉄道郵便線路開通、その受渡局となる[7]。
- 1926年（大正15年）4月1日 - 特設電話規則による電話（特設電話）を電話規則による電話（一般電話）に変更[8]。
- 1929年（昭和4年）5月26日 - 集配区内に村上駅前郵便局開局[9]。
- 1930年（昭和5年）4月16日 - 集配区内に越後猿沢郵便取扱所設置[10]。
- 1932年（昭和7年）4月1日 - 越後猿沢郵便取扱所が越後猿沢郵便局（三等、無集配）に改定[11]。
- 1942年（昭和17年）6月11日 - 集配区内に舘腰電信電話取扱所設置[12]。
- 1943年（昭和18年）4月1日 - 舘腰電信電話取扱所を舘腰郵便局（無集配）に改定[13]。
- 1954年（昭和29年）5月1日 - 電話通話および和文電報受付事務の取扱を開始[14]。
- 1957年（昭和32年）7月 - 局舎落成。
- 1984年（昭和59年）2月1日 - 鉄道郵便受渡廃止[15]。
- 1986年（昭和61年）
  - 10月6日 - 局舎が現在地に移転[16]。
  - 10月27日 - 岩船郵便局から集配業務の一部[17]を、ならびに吉浦郵便局から集配業務の全部を移管。
- 1987年（昭和62年）9月21日 - 村上駅前郵便局が移転し、村上小町郵便局に改称[18]。
- 1999年（平成11年） - 外国通貨の両替および旅行小切手の売買に関する業務取扱を開始
- 2006年（平成18年）9月25日 - 神林（かみはやし）郵便局、朝日郵便局、脇川郵便局からそれぞれ「959-34xx」「958-02xx」「959-36xx」区域の集配業務を移管[19]。
- 2007年（平成19年）10月1日 - 民営化に伴い、併設された郵便事業村上支店に一部業務を移管。
- 2012年（平成24年）10月1日 - 日本郵便株式会社発足に伴い、郵便事業村上支店を村上郵便局に統合。

## 取扱内容
- 郵便、印紙、ゆうパック、内容証明
- 貯金、為替、振替、振込、国際送金、外貨両替、国債、投資信託
- 生命保険、バイク自賠責保険、自動車保険
- ゆうちょ銀行ATM
- 「958-00xx」「958-08xx」（村上市（合併以前からの村上市域）、岩船郡粟島浦村の全域）、「958-02xx」区域（村上市（旧岩船郡朝日村域））、「959-34xx」区域（村上市（旧岩船郡神林村域））、「959-36xx」区域（村上市（旧岩船郡山北町域の一部））の集配業務
- ゆうゆう窓口

## 風景印
- 表記は『村上』
- 図案は『瀬波温泉の湯元の櫓』・『噴湯』・『茶畑』・『粟島』・『連絡線』
- 使用開始日は1955年（昭和30年）2月1日

## 周辺
- 村上警察署
- 新潟県村上総合庁舎
- 新潟県立村上高等学校
- 新潟県立村上桜ヶ丘高等学校
- 国道345号

## アクセス
- JR羽越本線 村上駅から東へ約500m（徒歩約8分）
- 新潟交通観光バス 村上営業所停留所下車
- 駐車場あり：22台